# Марк Ацилий Глабрион (консул 256 года)
Марк Ацилий Глабрион (лат. Marcus Acilius Glabrio) — римский политический деятель и сенатор середины III века.

## Биография
Происходил из старинного рода Ацилиев. Скорее всего, Марк был сыном Ацилия Глабриона и внуком консула 186 года Мания Ацилия Глабриона. О карьере Глабриона известно только лишь то, что в 256 году он занимал должность ординарного консула. Его коллегой был Луций Валерий Клавдий Ацилий Присциллиан Максим. Скорее всего, сыном Марка был сенатор Ацилий Глабрион, упоминаемый в надписи конца III века.